# Bergotte
Bergotte és un personatge de la novel·la de Marcel Proust A la recerca del temps perdut.
Escriptor reconegut, admirat pel Narrador, Bergotte encarna a la Recerca el tipus del novel·lista, com Vinteuil ho fa per a la música i Elstir per a la pintura. Anatole France, per al qual Marcel Proust tenia molta admiració, ha estat considerat com un dels models de Bergotte. Se cita de vegades també, en tal sentit, l'escriptor Paul Bourget.

## Aparicions ala Recerca
El narrador en sent parlar per primera vegada per Bloch a Combray; l'amistat de Bergotte amb Gilberte intriga el narrador; a A l'ombra de les joves filles en flor, M. de Norpois el critica per la seva vida privada i el seu talent; la seva barbeta i el seu nas en tirabuixó sorprenen el narrador quan el troba a casa de Swann; a El Cantó de Guermantes, Bergotte freqüenta el saló de la duquessa de Guermantes que aprecia; encara que molt malalt, ret sovint visita al narrador durant la malaltia de la seva àvia; sofreix d'insomnis i de malsons; tancant-se a casa seva, concedeix al món el seu menyspreu, mentre que les seves obres comencen a agradar menys.
A la Presonera, en una de les pàgines més cèlebres de Proust, es conta la seva mort: en plena crisi d'urèmia, Bergotte es lleva per anar a veure la Vista de Delft de Vermeer. Mirant el «petit pany de paret groc», es desploma mort.

## L'episodi del "petit pany de paret groc"

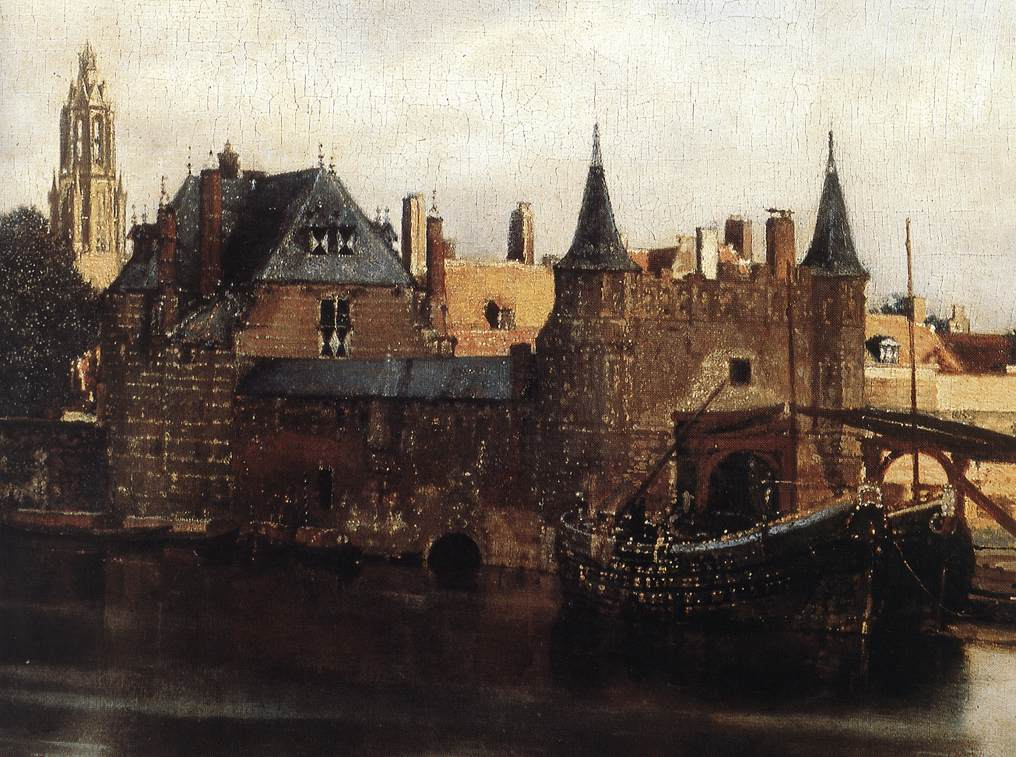
Detall de la Vista de Delft.El petit pany de paret groc, que es troba a dreta del quadre, és en fet una teulada. La confusió ha estat volguda per descriure la barreja de les impressions i el procés de la consciència ?

Proust, de fet, descriu un «defalliment» que va sofrir l'any 1921 visitant el museu del Jeu de Paume del braç de Jean-Louis Vaudoyer, i que, malalt etern, ell havia anticipat imaginant aquesta mort per al seu protagonista alguns dies abans.
En tornar a casa seva després del migdia, totalment esgotat, Proust viu el que ell mateix sent com la seva pròpia agonia, i dicta a Céleste Albaret algunes modificacions o afegits per a la mort de Bergotte. Aquesta mort reprèn la cèlebre interrogació d'abans de l'episodi de la magdalena: "Mort à jamais?".

## Bergotte i l'art poètica de Proust
L'episodi del petit pany de paret groc és l'ocasió per al seu autor, identificant-se amb el seu personatge, de fer enunciar per Bergotte la seva art poètica. Fustigant la grandiloqüència clàssica, «la impressió de la sequera i de la inutilitat d'un art tan factici», enveja la modèstia lluminosa d'una taca de pintura mural i es recomana ell mateix: "Els meus últims llibres són massa eixuts, hauria d'haver donat diverses capes de color, que la meva frase fos preciosa per ella mateixa, com aquest petit pany de paret groc».
El que Proust posa de manifest, no obstant, no és tant una tècnica pictòrica transposada a l'escriptura com una cosa comuna al pintor i a l'escriptor, quelcom que transforma la matèria, les capes de pintura o un encadenament de frases, en una obra significant i que és l'estil pel qual l'esperit, conscient però també inconscient i somiador, tant de l'espectador com del lector, opera una síntesi dels elements de la composició. "Le style pour l'écrivain aussi bien que la couleur pour le peintre, est une question non de technique, mais de vision"(L'estil per a l'escriptor com el color per al pintor, és una qüestió no de tècnica, sinó de visió.)
Bergotte sent al moment de morir que ha fallat a la seva obra perquè no ha sabut fer parlar el seu text, expressar a l'exterior una veritat interior que estructura les impressions produïdes per les aparences exteriors, com Vermeer dona una forma al que està sota els ulls pel sol joc de la llum que incideix, pels matisos de contrastos, per les correspondències de colors, per les oposicions de lluminositat, el raig de sol a dreta, l'ombra del núvol a esquerra, el cel blau dominat per un núvol gris, la ciutat de pedra i el seu reflex al fluid del canal de la Schie... L'escriptor fracassat és el que descriu sense comprendre. És per això que Proust no vacil·la a reprendre, sense citar-lo, el text dels articles de Vaudoyer apareguts l'any 1921 a l'Opinion, crítiques qui feren conèixer Vermeer i els detalls del "plus beau tableau du monde", «petits personatges en blau, que la sorra era rosa, i finalment la preciosa matèria del ben petit pany de paret groc.»